# Ormosia subserrata
Ormosia subserrata là một loài ruồi trong họ Limoniidae. Chúng phân bố ở miền Cổ bắc.